# Белизско-индийские отношения
Белизско-индийские отношения — двусторонние дипломатические отношения между Белизом и Индией. Государства являются членами Организации Объединённых Наций.

## Дипломатические отношения
Государства поддерживают теплые дипломатические отношения. У Белиза имеется почётное консульство в Нью-Дели, а у Индии — почётное консульство в городе Белиз, находящееся под юрисдикцией посольства в Мехико. Белиз и Индия являются государствами-членами Содружества наций и поддерживают друг друга по большинству вопросов на международных форумах. Белиз и Индия также ведут диалог в рамках Системы центральноамериканской интеграции (SICA), членом которой является Белиз, по таким вопросам, как: борьба с терроризмом, изменение климата и продовольственная безопасность.
Состоялось несколько визитов на высоком уровне между лидерами Белиза и Индии.

## Экономические отношения
В 2013 году объём товарооборота между государствами составил сумму 45,4 млн долларов США, что на 23 млн долларов США больше, чем годом ранее. В 2013 году Индия экспортировала в Белиз товары на сумму 23 млн долларов США и импортировала их на сумму 22,4 млн долларов США. Экспорт из Индии в Белиз: текстиль, органические химикаты, фармацевтические препараты и автозапчасти. Импорт Индии из Белиза: различные химические продукты.
18 сентября 2013 года государства подписали в Бельмопане Соглашение об обмене налоговой информацией.

## Помощь от Индии
Индия часто оказывала Белизу помощь в ликвидации последствий стихийных бедствий. Индия также предоставила Белизу кредитную линию в размере 30 млн долларов США в рамках своей программы иностранной помощи государствам SICA.
Индия передала в дар «Индийско-белизскому компьютерному центру дружбы» трёхколёсные велосипеды Bajaj, лекарства, инвентарь для игры в крикет и компьютеры. В 2013 году Индия направила старшего сотрудника на один год в качестве советника комиссара полиции Белиза по просьбе премьер-министра этой страны. Премьер-министр Белиза также обратился к Индии с просьбой открыть Центр профессиональной подготовки в стране.
Граждане Белиза имеют право на получение стипендий в рамках Индийской программы технического и экономического сотрудничества и Индийского совета по культурным связям.

## Культурные связи
Культурные труппы Индийского совета по культурным связям посещают Белиз.
Ассоциация индийских торговцев Белиза, базирующаяся в зоне свободной торговли Коросаль, и Индийская община Белиза, базирующаяся в городе Белиз, — две индийские общественные организации в этой стране. Обе организации имеют храмы в Белизе, которые также служат общественными центрами.

## Индийцы в Белизе
Индийская община в Белизе возникла в середине XIX века. Они мигрировали из стран Карибского бассейна в течение примерно 150 лет и полностью ассимилировались с местной культурой. В Белизе их называют азиатскими индийцами или ост-индийцами. По состоянию на январь 2016 года в Белизе проживало более 1500 индийцев, из которых 200 являются гражданами Индии, а остальные — имеют индийские корни. Большая часть общины занимается бизнесом и имеет синдское происхождение.
Индийцы составляют примерно 4 % от населения Белиза. По состоянию на январь 2016 года в Белизе проживало 7000-8000 индо-белизцев.